# Колин Фрилс
Колин Фрилс (енгл. Colin Friels; Килвининг, 25. септембар 1952), аустралијски је филмски, телевизијски и позоришни глумац и водитељ шкотског порекла.
Студирао је на Националном институту за драмску уметност (НИДА/NIDA) и дипломирао 1976. Међу његовим познатијим улогама су филмови и серије: Малком, Даркмен, Водени пацови, Добар човек у Африци и Мрачни град, поред многих.